# Statut des langues des signes en Afrique

Le statut des langues des signes en Afrique diffère selon les pays, la plupart n'ayant pas encore reconnu de langue des signes.

## Langues des signes reconnues par la Constitution
- Kenya : La langue des signes kényane est inscrite deux fois dans la constitution du Kenya :
  - Chapitre 2 - La République, article 7 (3b) : « promouvoir le développement et l'utilisation des langues autochtones, la langue des signes kényane, le braille et d'autres formats et technologies de communication accessibles aux personnes handicapées »[1].
  - Chapitre 8 - La législature, article 120 (1) : « Les langues officielles du Parlement doivent être kiswahili, l'anglais et la langue des signes kényane, et les affaires du Parlement peuvent être menées en anglais, en kiswahili et en langue des signes kényane »[1].
- Ouganda : La langue des signes ougandaise est notée dans la constitution d'Ouganda depuis le 8 octobre 1995 :
  - Chapitre Constitution de la République de l'Ouganda, Objectifs nationaux et principes directeurs de la politique de l'État, article XXIV (c) : « Les valeurs culturelles et coutumières qui sont compatibles avec les droits et libertés fondamentaux, la dignité humaine, la démocratie et à la Constitution peuvent être élaborées et intégrées dans les aspects de la vie ougandaise. L'État doit : [...] promouvoir le développement d'une langue des signes pour les sourds; »[2].
- Zimbabwe : La langue des signes zimbabwéenne est inscrite dans la constitution de Zimbabwe en 2013 :
  - Chapitre 1 : Dispositions fondamentales, article 6 : Langue : « Les langues suivantes, à savoir Chewa, Chibarwe, anglais, Kalanga, Koisan, Nambya, Ndau, Ndebele, Shangani, Shona, Langue des signes, Sotho, Tonga, Tswana, Venda et Xhosa, sont les langues officiellement reconnues du Zimbabwe. »[3].

## Langues des signes reconnues par la Loi

### Reconnaissance partielle
- Afrique du Sud : La loi reconnait la langue des signes sud-africaine dans le domaine de l'éducation[4].

## Langues des signes non reconnues
Pays n'ayant pas reconnu leur langue des signes :
- Égypte (Langue des signes égyptienne)